# Мункуев, Владимир
Владимир Мункуев (род. 26 октября 1987, Якутск) — российский кинорежиссёр.

## Биография
Родился 26 октября 1987 года в Якутске. Родители Владимира Мункуева — уроженцы Бурятии, приехавшие в 1980-е годы в Якутск в качестве инженеров.
Окончил Арктического государственного института культуры и искусств по специальности «режиссёр театра». Работал в местной телевизионной студии, занимался монтажом. В 2013 году снял социальный видеоролик по заказу Управления ФСКН России по Республики Саха (Якутия) на тему наркомании. Видеоролик занял второе место на всероссийском конкурсе социальной рекламы «Новый взгляд». Позднее переехал в Москву, где в 2017 году окончил Московскую школу кино (курс Попогребского, Хлебникова и Клеблеева).
В качестве режиссёра дебютировал в 2017 году с криминальной комедией «Чувак». Его вторая картина, снятая за 5 тысяч рублей, короткометражка «Счастье», получила диплом за непредсказуемый взгляд Сухумского международного кинофестиваля.
Известность Мункуев получил за фильм «Нуучча» повествующий об отношениях якутской семьи и русского каторжника в Якутии в конце XIX века. Фильм принёс режиссёру победы на Кинотавре (приз за лучшую режиссуру) и Международном кинофестивале в Карловых Варах (гран-при в секции «На восток от Запада»). Мункуев стал вторым якутянином получившим «Кинотавр» после Дмитрия Давыдова. По итогам 2021 года «Нуучча» вошла в тройку лучших российских фильмов по версии журнала «Искусство кино».
Летом 2022 года Мункуев приступил к съёмкам фильма «Кончится лето». Являлся членом жюри кинофестиваля короткометражного кино «Короче».

## Награды
- 2021 — Кинотавр (Приз за лучшую режиссуру; фильм «Нуучча»)[2]
- 2021 — Гран-при в секции «На восток от Запада» 55-го Международного кинофестиваля в Карловых Варах (фильм «Нуучча»)[2]

## Фильмография
- 2017 — Чувак
- 2018 — Счастье (короткометражный)
- 2021 — Нуучча
- 2025 — Кончится лето